# Pippa Galli
Phillippa „Pippa“ Galli (* 29. August 1985 in Wien) ist eine österreichische Schauspielerin. Als Singer-Songwriterin ist sie unter dem Namen Pippa bekannt.

## Werdegang
Phillippa Galli besuchte das Musikgymnasium Wien und erhielt daneben privaten Schauspielunterricht. Seit 2002 steht sie auf der Bühne, unter anderem spielte sie im Wiener Schauspielhaus, am Theater Drachengasse, Wiener Volkstheater und am Landestheater Niederösterreich. Galli tritt oft in Fernsehfilmen und -serien auf. Außerdem wirkt sie als Sprecherin in Hörspielen und Literaturproduktionen, insbesondere für den Radiosender Ö1. In Xaver Schwarzenbergers Spielfilm Sisi (2009) synchronisierte sie die italienische Schauspielerin Cristiana Capotondi.
Seit 2012 schreibt sie eigene Songs. Mit Hans Wagner, dem Frontman der Wiener Band Neuschnee, arbeitete sie seit 2017 an ihrem Debütalbum, das Anfang 2019 unter dem Titel „Superland“ erschien. Als Sängerin Pippa jongliert Galli zwischen Pop, Rock, Chanson und 80er NDW, sie will sich aber, „so gut es geht, keine Vorbilder nehmen“. Eine Mischung aus Hoffnung und Tristesse, Kindersprache und Gesellschaftskritik sind laut eigener Aussage wichtige Motive für Pippa. Die Singleauskopplung Egal (ft. Nora Mazu) ihres zweiten Albums Idiotenparadies hielt sich sechs Wochen in den FM4-Charts und erreichte Platz 10. Es folgen zwei EPs (Lifestream und Geister) sowie 2023 ihr drittes Studioalbum Blick, das ihr für die Single "Alles Ok" eine Nominierung für den Austrian Amadeus Music Award einbrachte. Am 28. März 2025 wird ihr viertes Studioalbum Träume auf Zement erscheinen, die Vorabsingle Verstand stieg am 9. Februar 2025 von 0 auf Platz 7 in die Radio FM4 Charts ein.

## Rezeption
„In ihrer Musik wirkt sie entwaffnend authentisch. Ihre Songs bemühen eine einfache, klare Sprache. Keine Zwangsreime, keine Zwangsoriginalität verbauen die Melancholie.“

„Pippa Galli sucht als Pippa auf ihrem Debütalbum die Poesie in der Tristesse, die Schönheit im Gemeindebau.“

## Diskografie
- 2019: Superland (Album, Lotterlabel)
- 2020: Idiotenparadies (Album, Las Vegas Records)
- 2021: Lifestream (EP, Las Vegas Records)
- 2022: Geister (EP, Parramatta)
- 2023: Blick (Album, Parramatta)

## Filmografie (Auswahl)
- 1994: Die Macht des Schwertes (The Wanderer)
- 1996: Die Göttin von Malta
- 2002: Kommissar Rex (Folge 9x6)
- 2004: Meine schöne Tochter
- 2005: SOKO Donau (Folge 1x9)
- 2005: Vier Frauen und ein Todesfall (Folge 1x3)
- 2006: Kronprinz Rudolfs letzte Liebe
- 2006: Küstenwache (Folge 9x3)
- 2006: Tatort – Tödliches Vertrauen
- 2007: Zodiak – Der Horoskop-Mörder
- 2010: Die Hebamme – Auf Leben und Tod
- 2011: Schnell ermittelt (Folge 3x8)
- 2013: Lilly Schönauer – Liebe mit Familienanschluss
- 2013: SOKO Kitzbühel (Folge 12x6)
- 2013: Alles Schwindel (Fernsehfilm)
- 2014: CopStories – Alles Liebe
- 2014: High Performance – Mandarinen lügen nicht
- 2016: Menandros & Thaïs
- 2020: Wischen ist Macht – Kunst ma ned helfen?

## Hörspiele
- 2013: E. M. Cioran: Vom Nachteil, geboren zu sein – Regie: Kai Grehn (Hörspiel – SWR)
- 2014: Susanne Ayoub: Hinkel – Regie: Andrea Getto (Kriminalhörspiel – DKultur)
- 2015: David Vogel: Eine Wiener Romanze – Regie: Harald  Krewer (Hörspiel, 2 Teile – ORF/DKultur)
- 2015: David Zane Mairowitz: Hornissengedächtnis – Regie: David Zane Mairowitz (Hörspiel – SRF/ORF)
- 2016: Gotthold Ephraim Lessing: Die Juden – Regie: Leonhard Koppelmann (Hörspiel – ORF/NDR)
- 2018: Franz Grillparzer: Der arme Spielmann – Regie: Peter Kaizar (Hörspiel – ORF)